# Marielle Heller

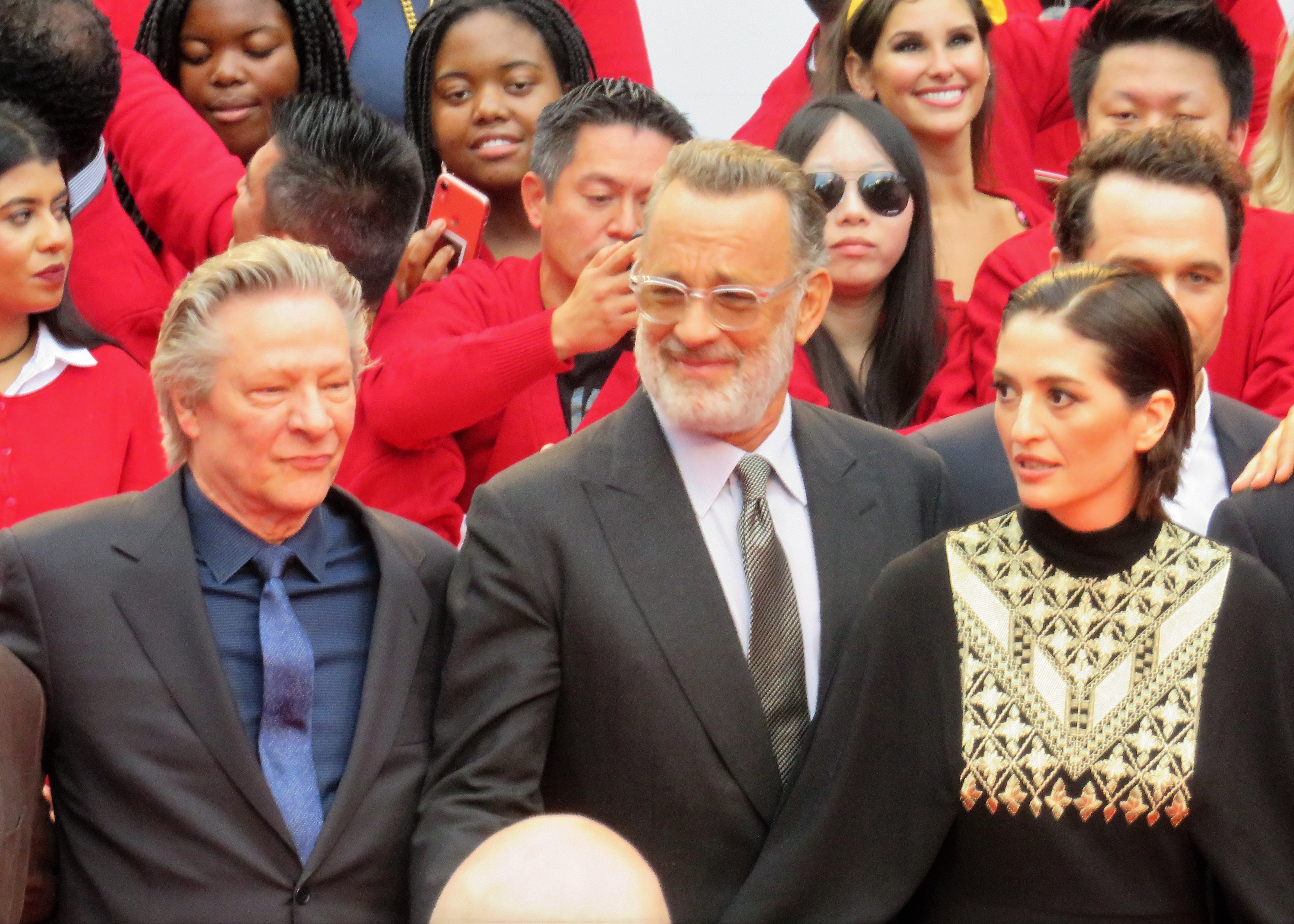
Chris Cooper, Tom Hanks i Heller na premierze Cóż za piękny dzień (TIFF 2019)

Marielle Stiles Heller (ur. 1 października 1979 w hrabstwie Marin) – amerykańska aktorka, reżyser i scenarzystka.
Jej siostra Emily również zajmuje się aktorstwem i pisaniem scenariuszy, a brat Nat Heller jest dźwiękowcem.

## Reżyseria

### Filmy
| Rok  | Tytuł                    | Uwagi          |
| ---- | ------------------------ | -------------- |
| 2015 | Wyznania nastolatki      | też scenariusz |
| 2018 | Czy mi kiedyś wybaczysz? |                |
| 2019 | Cóż za piękny dzień      |                |
| 2024 | Nocna suka               | też scenariusz |

### Telewizja
| Rok  | Tytuł                             | Uwagi                  |
| ---- | --------------------------------- | ---------------------- |
| 2015 | Transrodzic                       | 1 odcinek              |
| 2016 | Bez zobowiązań                    | 2 odcinki              |
| 2020 | What the Constitution Means to Me | nagrane przedstawienie |

## Role aktorskie

### Filmy
| Rok  | Tytuł                              | Rola             | Uwagi       |
| ---- | ---------------------------------- | ---------------- | ----------- |
| 2004 | The Liberation of Everyday Life    | Flora            | krótkometr. |
| 2010 | MacGruber                          | Clocky           |             |
| 2014 | Krocząc wśród cieni                | Marie Gotteskind |             |
| 2016 | Paper Anchor                       | Caroline         |             |
| 2016 | Popstar: Never Stop Never Stopping | Dokumentalistka  |             |

### Telewizja
| Rok  | Tytuł            | Rola          | Uwagi            |
| ---- | ---------------- | ------------- | ---------------- |
| 2001 | White Power      | Party People  | krótkometrażówka |
| 2002 | Spin City        | Carrie        | 1 odc.           |
| 2005 | Awesometown      | Kelnerka      | krótkometr.      |
| 2008 | The All-For-Nots | Heather       | 2 odc.           |
| 2009 | Tatuśkowie       | Jill          | 1 odc.           |
| 2020 | Gambit królowej  | Alma Wheatley | 3 odcinki        |
| 2021 | MacGruber        | mama Maka     | 6 odc.           |

## Nagrody
| Rok  | Nagroda                                      | Kategoria                                            | Rezultat | Źródło |
| ---- | -------------------------------------------- | ---------------------------------------------------- | -------- | ------ |
| 2015 | Bostońskie Stowarzyszenie Krytyków Filmowych | Najlepszy nowy twórca filmowy za Wyznania nastolatki | Zdobyte  |        |
| 2015 | Berlinale                                    | Najlepszy film pełnometrażowy za Wyznania nastolatki | Zdobyte  | [ 3 ]  |
| 2016 | Film Independent                             | Najlepszy film debiutancki za Wyznania nastolatki    | Zdobyte  | [ 3 ]  |